# Wilhelm Gericke
Wilhelm Gericke (Schwanberg, Austria, 18 de maig de 1845 - Viena, 27 d'octubre de 1925) fou un director d'orquestra i compositor austríac.
La seva família no era musical, tot i que va mostrar una aptitud musical primerenca. Wilhelm Gericke va ingressar a estudià en el Conservatori de Viena als 16 anys i va estudiar direcció amb Felix Otto Dessoff (1835-1892 i amic de Brahms) i piano amb Julius Epstein (1832-1926) durant 1862-1865. Epstein, que va sobreviure al seu alumne Gericke, va ser fonamental per recomanar a Henry Lee Higginson dos directors de lOrquestra Simfònica de Boston: Gericke i Nikisch. La primera experiència de Wilhelm Gericke es va obtenir dirigint òpera a teatres d'òpera regionals, un camí de desenvolupament típic per als directors d'Europa d'aquella època. Després de graduar-se el 1865, Gericke es va incorporar a l'Operapera de Linz, on va ser Kapellmeister fins a la primavera de 1874, el talent d'orquestra demostrat per Gericke va conduir al seu nomenament el 1874 com a ajudant de direcció de Wilhelm Jahn (1835-1900), a l'Òpera Imperial de Viena, l'"Hofoper", com llavors es coneixia l'Òpera Estatal de Viena (Wiener Staatsoper), succeint després el 1880 a Brahms com a director dels concerts de la Societat d'Amics de la Música d'aquesta capital.
L'octubre de 1884, Henry Lee Higginson va escoltar Gericke dirigir Aïda a l'Òpera de Viena i va demanar al seu amic Julius Epstein, també, per descomptat, el professor de Gericke, si Gericke vindria a Boston. Epstein era dubtós, però Gericke va accedir immediatament. Sembla que Gericke havia tingut una disputa amb el director musical Jahn, cosa que pot haver influït en la decisió de Gericke. Després d'aconseguir l'acord de Gericke a l'octubre de 1884, Higginson va organitzar ràpidament que Gericke anés a Boston per assumir el càrrec de director a partir de la temporada el novembre de 1884.
Durant les 13 temporades de Gericke com a cap de lOrquestra Simfònica de Boston, Gericke va exercir un paper fonamental com a constructor d'orquestra, portant-la a un nivell més constant. Els crítics contemporanis afirmen que Gericke va inculcar un nivell més alt de joc orquestral i va construir una nova disciplina que no era el fort de Henschel. Al principi, Wilhelm Gericke, a l'estiu de 1885, va contractar entre la seva primera i segona temporada uns 20 nous músics d'orquestra a Europa, principalment a Viena. Entre els nous músics hi havia Franz Kneisel, Concertmaster i Louis Svecenski, que era violinista i violista a la orquestra durant 18 anys, Max Zach viola i Emanuel Fiedler violí que va ser pare d'Arthur Fiedler i Gustav Gerhardt, [BSO] Bass durant 41 anys, 1885-1926. Gericke també va treballar per ampliar la temporada recorrent altres ciutats i afegint un programa de Pops. Això va fer que l'orquestra fos més atractiva per als músics, particularment els europeus, garantint una ocupació més llarga. Els músics europeus de l'època marxarien als Estats Units al setembre, deixant enrere les seves famílies, i tornarien a Europa al juny. Gericke va poder oferir contractes de diversos anys amb els millors músics. En la temporada 1904-1905, durant el segon mandat de Gericke com a director musical, lOrquestra Simfònica de Boston s'havia ampliat a un complement de 91 músics, en comparació amb els 71 músics de l'orquestra de Henschel. És àmpliament considerat que per la seva selecció de músics, la seva disciplina i tenacitat, a més del seu art, Wilhelm Gericke va convertir la Simfònica de Boston en una gran orquestra per primera vegada.
Al gener de la temporada 1888-1889, se sabia que Wilhelm Gericke renunciaria a la Boston a causa de la mala salut, principalment de la càrrega de treball de Boston. Gericke va tornar a Europa i, entre el 1890 i el 1898, Gericke vivia a Dresden. El 1898, després de diverses temporades de creixents crítiques a la direcció d'Emil Paur, Henry Higginson va convèncer Wilhelm Gericke de tornar com a director musical de lOrquestra Simfònica de Boston la temporada 1898-1899. Després, després de vuit temporades més com a director musical de l'orquestra de Boston, el 1906, Wilhelm Gericke va tornar a Viena. Wilhelm Gericke va morir a Viena als 80 anys.
Alguns crítics, com el violinista nord-americà Sam Franko (1857-1937), van criticar la direcció de Wilhelm Gericke. Franko, que va actuar amb Gericke la temporada 1885-1886, va escriure "... les actuacions estaven plenes de matisos subtils, finament equilibrats, però no tenien esperit i vida...". Altres, com Howe, l'atorguen i l'estil clàssic, alhora que aporta la disciplina i l'entrenament de conjunt que la Boston necessitava en els seus anys fundacionals.
Va compondre nombrosos lieder, peces per a piano, un Rèquiem, un concert-obertura per a orquestra, música di càmera, cors i l'opereta Schón Hánnchen (1865).